# Cristina Maestre
Cristina Maestre Martín de Almagro é uma política espanhola que foi eleita deputada ao Parlamento Europeu em 2019. Desde então, ela tem servido na Comissão das Petições e na Comissão do Desenvolvimento Regional. Além das suas atribuições nas comissões, faz parte da delegação do Parlamento para as relações com a China.
Ela atuou como vereadora municipal em Daimiel de 2003 a 2015 e como membro do Senado de 2004 a 2011.